# Niels Vanderaerden
Niels Vanderaerden, né le 24 avril 1994 à Tongres, est un coureur cycliste belge.

## Biographie
Originaire de Tongres, Niels Vanderaerden alterne le cyclisme sur route et sur piste. Pour la saison 2014, il intègre l'équipe continentale Verandas Willems, étant à cette occasion le plus jeune coureur de l'effectif.

## Palmarès sur route
- 2009
  -  Champion de Belgique sur route cadets
- 2011
  - Champion du Limbourg sur route juniors
  - 3e étape du Sint-Martinusprijs Kontich (contre-la-montre par équipes)
- 2012
  - Kuurnse Leieomloop

## Palmarès sur piste

### Championnats de Belgique
- 2010
  -  Champion de Belgique de l'omnium débutants
  -  Champion de Belgique du scratch débutants
  -  Champion de Belgique de poursuite débutants
  -  Champion de Belgique de vitesse débutants
  -  Champion de Belgique de poursuite par équipes débutants (avec Jonas Rickaert, Michael Cools et Miel Pyfferoen)
  -  Champion de Belgique de vitesse par équipes débutants (avec Killian Michiels et Jonas Rickaert)
- 2012
  -  Champion de Belgique de vitesse juniors
- 2014
  - 2e de la poursuite